# سامانثا بوين
سامانثا بوين (21 مارس 1986 في المملكة المتحدة - ) (بالإنجليزية: Samantha Bowen)‏ هي لاعبة كرة طائرة المملكة المتحدة وبريطانية. شاركت في الألعاب البارالمبية الصيفية 2012.